# Toxeutes negrosianus
Toxeutes negrosianus är en skalbaggsart som beskrevs av Hüdepohl 1987. Toxeutes negrosianus ingår i släktet Toxeutes och familjen långhorningar.
Artens utbredningsområde är Filippinerna. Inga underarter finns listade i Catalogue of Life.